# Murrayglossus
Murrayglossus – rodzaj ssaka z rodziny kolczatkowatych (Tachyglossidae). Zawiera jeden wymarły gatunek, Murrayglossus hacketti, żyjący w plejstocenie w Australii Zachodniej. Znany jest tylko z kilku skamieniałości. M. hacketti mierzył około 1 m długości i prawdopodobnie ważył około 30 kg. To sprawia, że jest to największy stekowiec, jaki kiedykolwiek żył. Pierwotnie opisany jako gatunek z rodzaju prakolczatka (Zaglossus), został wydzielony do własnego rodzaju Murrayglossus w 2022 roku. Nazwa rodzajowa łączy nazwisko paleontologa Petera Murraya i glossus, greckie słowo oznaczające „język”.

## Charakterystyka
Osiągając 1 m długości, 60 cm wysokości i około 30 kg masy ciała, M. hacketti był największym znanym stekowcem. Miał dłuższe, prostsze nogi niż jakiekolwiek współczesne kolczatki. Przez to Augee (2006) spekuluje, że ta cecha uczyniła zwierzę bardziej biegłym w przemierzaniu gęstych lasów. Główne cechy diagnostyczne rodzaju Murrayglossus to zestaw cech kości udowej: niska główka kości udowej, bardzo niskie położenie krętarza mniejszego w stosunku do główki kości (położone bezpośrednio pod wewnętrznym brzegiem kości udowej), dość duży krętarz, który jest dość wysoko położony w stosunku do głowy kości udowej, rozszerzony nadkłykieć przyśrodkowy oraz skośnie skierowane kłykcie.

## Historia odkryć
Skamieliny Murrayglossus odkryto w Mammoth Cave w stanie Australia Zachodnia i odkopano je w 1909 roku. Znaleziono je zmieszane ze szczątkami innych taksonów, takich jak kangurów z rodzajów Sthenurus i Macropus. Australijski paleontolog Ludwig Glauert opisał skamieliny w publikacji z 1914 roku. Epitet gatunkowy hacketti honoruje Johna Winthropa Hacketta Seniora „jako drobne podziękowanie za jego hojne wsparcie, które jako jedyne umożliwiło eksplorację jaskiń, gdzie odkryto szczątki”. Materiał kopalny tego ssaka jest ubogi, zawiera głównie kręgi i kości nóg, a materiał czaszkowy na chwilę obecną nie został znaleziony, co sprawia, że historyczna klasyfikacja M. hacketti do rodzaju Zaglossus jest niepewna.
Odnalezione w Ziemi Arnhema na Terytorium Północnym malowidła naskalne datowane na 40 000 lat mogą przedstawiać M. hacketti lub żyjącą do dzisiaj prakolczatkę nowogwinejską (Zaglossus bruijni).